# Guiratinga
Guiratinga – miasto i gmina w Brazylii, w stanie Mato Grosso.